# Llano County
Das Llano County ist ein County im Bundesstaat Texas der Vereinigten Staaten. Das U.S. Census Bureau hat bei der Volkszählung 2020 eine Einwohnerzahl von 21.243 ermittelt. Der Sitz der County-Verwaltung (County Seat) befindet sich in Llano.

## Geographie
Das County liegt östlich, nahe dem geografischen Zentrum von Texas und hat eine Fläche von 2502 Quadratkilometern, wovon 81 Quadratkilometer Wasserfläche sind. Es grenzt im Uhrzeigersinn an folgende Countys: San Saba County, Burnet County, Blanco County, Gillespie County und Mason County.

## Geschichte
Llano County wurde am 1. Februar 1856 aus Teilen des Bexar County und Gillespie County gebildet. Die Verwaltungsorganisation wurde am 4. August gleichen Jahres abgeschlossen. Benannt wurde es nach dem Llano River, dessen Name von der spanischen Originalbezeichnung Rio de los Llanos („Fluss der Prärie“) herrührt.
Sieben Bauwerke und Bezirke im County sind im National Register of Historic Places („Nationales Verzeichnis historischer Orte“; NRHP) eingetragen (Stand 26. November 2021), darunter das Llano County Courthouse and Jail, das Southern Hotel und das Badu Building.

## Demografische Daten

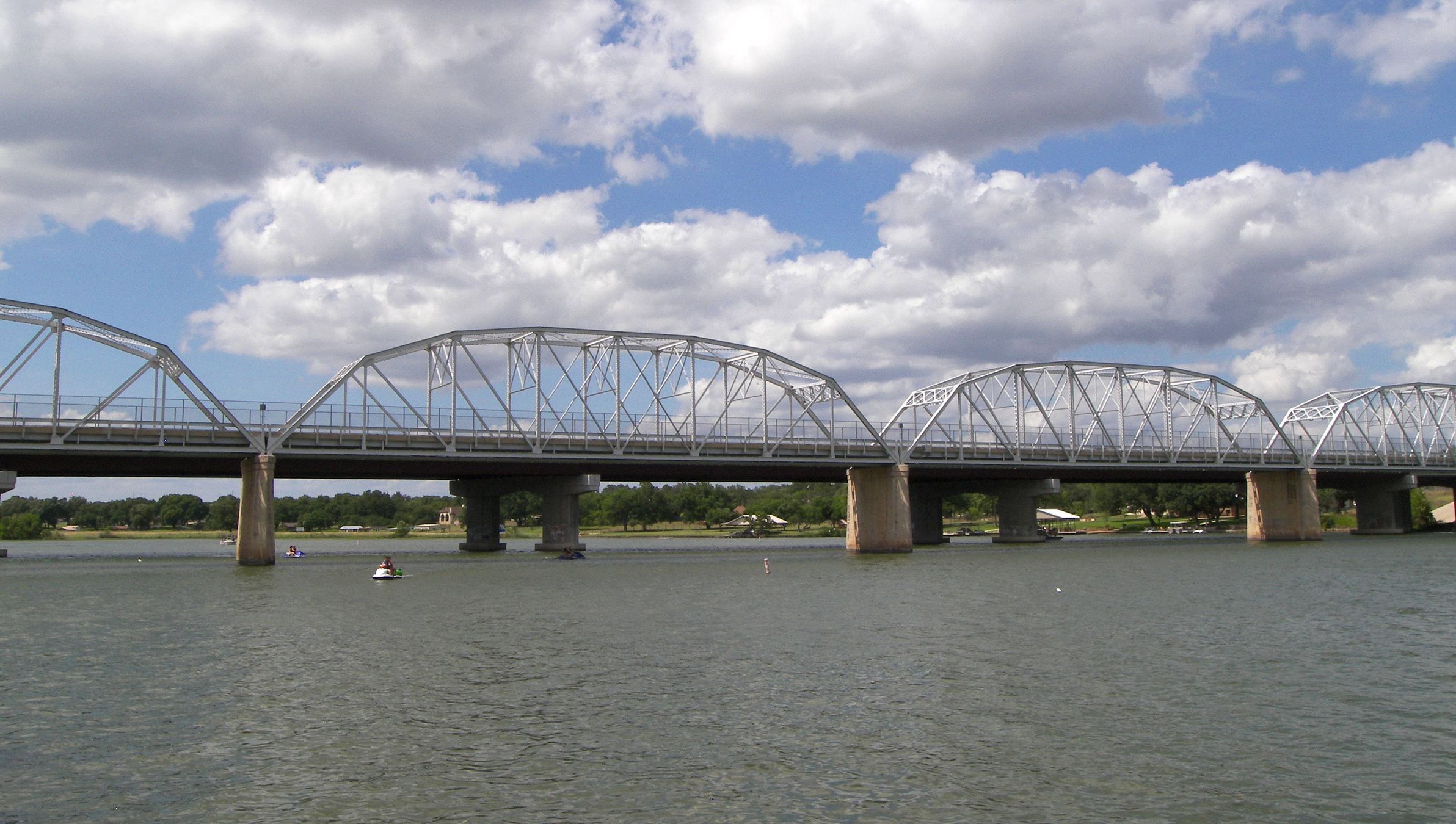
Die State Highway 29 Bridge über den Colorado River zwischen dem Burnet County und dem Llano County, gelistet im NRHP mit der Nr. 96001116

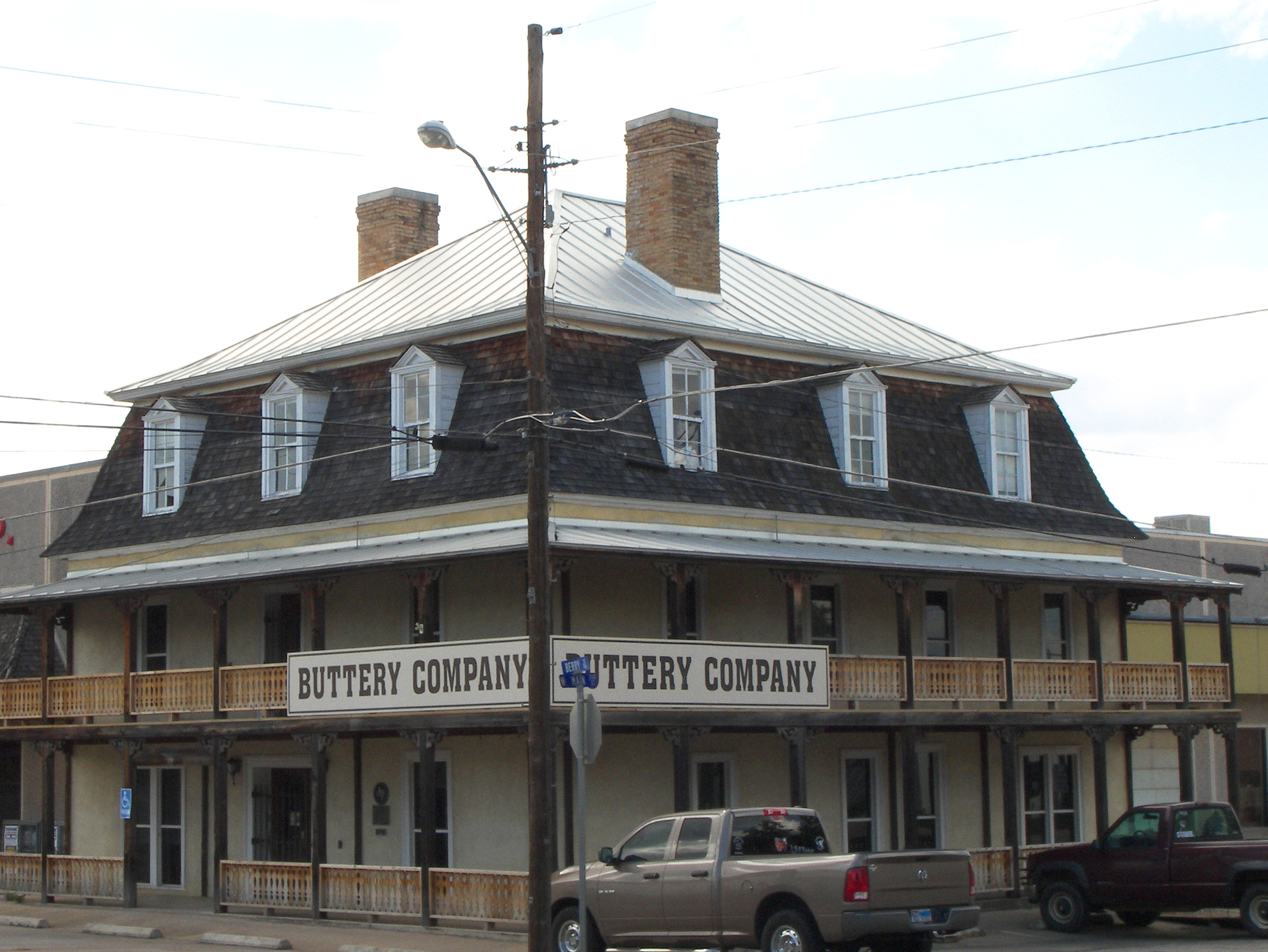
Das Southern Hotel, gelistet im NRHP mit der Nr. 79002992

Nach der Volkszählung im Jahr 2000 lebten im Llano County 17.044 Menschen in 7.879 Haushalten und 5.365 Familien. Die Bevölkerungsdichte betrug 7 Einwohner pro Quadratkilometer. Ethnisch betrachtet setzte sich die Bevölkerung zusammen aus 96,27 Prozent Weißen, 0,30 Prozent Afroamerikanern, 0,42 Prozent amerikanischen Ureinwohnern, 0,38 Prozent Asiaten, 0,03 Prozent Bewohnern aus dem pazifischen Inselraum und 1,77 Prozent aus anderen ethnischen Gruppen; 0,84 Prozent stammten von zwei oder mehr Ethnien ab. 5,13 Prozent der Einwohner waren spanischer oder lateinamerikanischer Abstammung.
Von den 7.879 Haushalten hatten 16,9 Prozent Kinder oder Jugendliche, die mit ihnen zusammen lebten. 59,5 Prozent waren verheiratete, zusammenlebende Paare 5,9 Prozent waren allein erziehende Mütter und 31,9 Prozent waren keine Familien. 28,3 Prozent waren Singlehaushalte und in 16,0 Prozent lebten Menschen im Alter von 65 Jahren oder darüber. Die durchschnittliche Haushaltsgröße betrug 2,13 und die durchschnittliche Familiengröße betrug 2,56 Personen.
15,9 Prozent der Bevölkerung war unter 18 Jahre alt, 4,5 Prozent zwischen 18 und 24, 18,4 Prozent zwischen 25 und 44, 30,5 Prozent zwischen 45 und 64 und 30,7 Prozent waren 65 Jahre alt oder älter. Das Medianalter betrug 53 Jahre. Auf 100 weibliche Personen kamen 94,4 männliche Personen und auf 100 Frauen im Alter von 18 Jahren oder darüber kamen 91,7 Männer.

Das jährliche Durchschnittseinkommen eines Haushalts betrug 34.830 USD, das Durchschnittseinkommen einer Familie betrug 40.597 USD. Männer hatten ein Durchschnittseinkommen von 30.839 USD, Frauen 21.126 USD. Das Prokopfeinkommen betrug 23.547 USD. 7,2 Prozent der Familien und 10,3 Prozent der Einwohner lebten unterhalb der Armutsgrenze.

## Städte und Gemeinden
| - Bettina - Bluffton - Buchanan Dam - Castell | - Granite Shoals Lake Shores - Inks Lake Village - Kingsland | - Lakeside Heights - Llano - Sunrise Beach Village | - Tow - Valley Spring |